# يوهمبين
يوهمبين هو دواء بيطري يستخدم لمعاكسة أثر تخدير الزيلازين في الكلاب والأيائل.
للعقار أثر مناهض لمستقبلات ألفا-2 الأدرينالية، واستخدم في العديد من مجالات الأبحاث، خاصة في مجال الضعف الجنسي؛ إذ وجد أن لليوهمبين دور منشط جنسي طبيعي لدى الحيوانات، إلا أنه لم يثبت فعاليته لدى البشر. يعد اليوهمبين من أشباه القلويات، ويستخرج من لحاء اليوهمب؛ وكثيراً ما يتم الخلط بين اسم المركب واسم الشجرة.